# Sint-Carolus Borromeuskerk (Heultje)

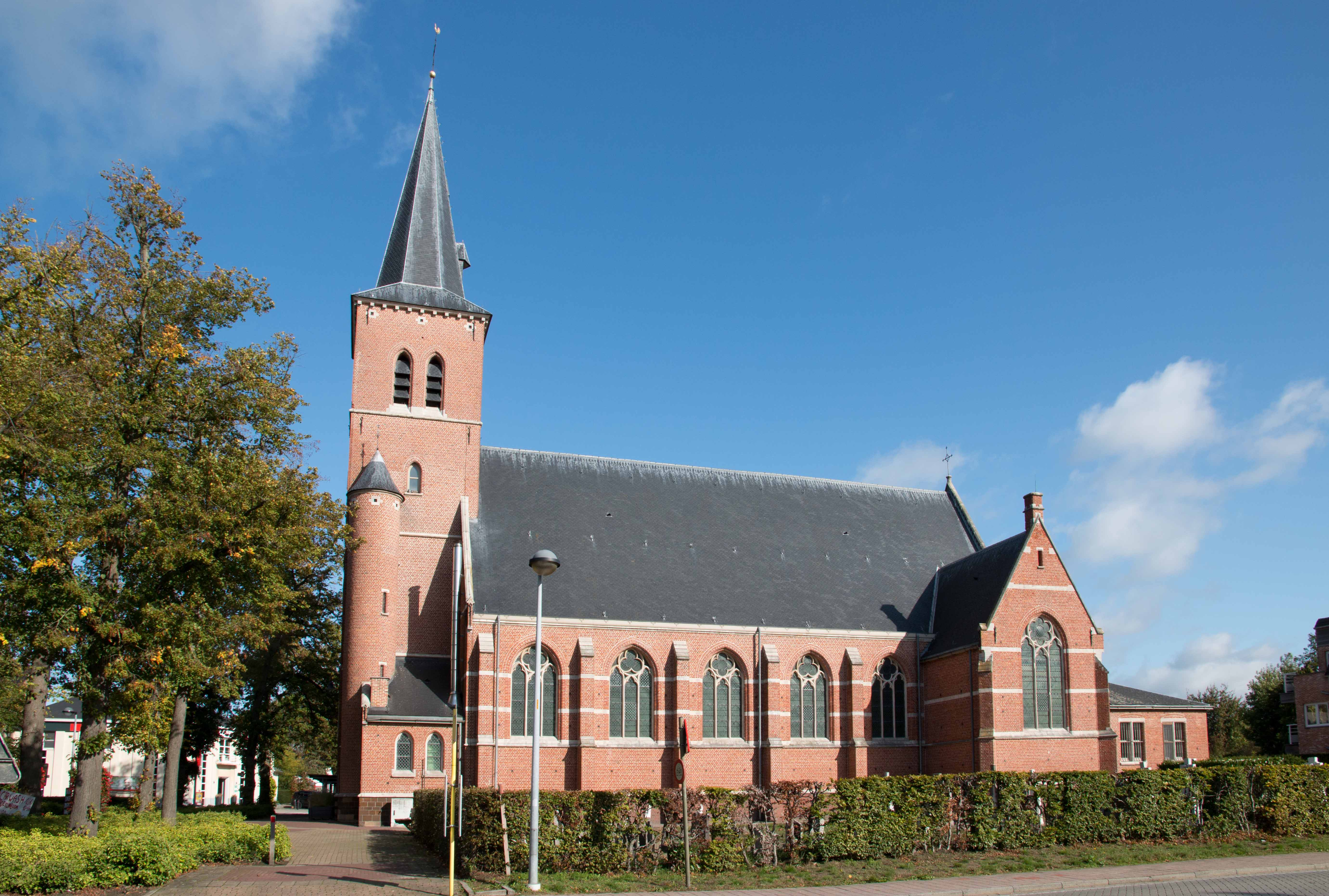
Sint-Carolus Borromeuskerk

De Sint-Carolus Borromeuskerk is de parochiekerk van de tot de Antwerpse gemeente Westerlo behorende plaats Heultje, gelegen aan Heultjedorp 2.

## Geschiedenis
De dorpskern van Heultje kwam vooral door toedoen van gravin Jeanne de Merode tot stand. Zij liet aan het dorpsplein niet alleen de kerk bouwen, maar ook de pastorie, een parochiecentrum en een klooster annex meisjesschool, geleid door de zusters Annunciaten van Huldenberg.
De kerk werd gebouwd in 1896-1898 naar ontwerp van Pierre Langerock. In 1988-1989 werd de kerk gerestaureerd.

## Gebouw
Het betreft een bakstenen georiënteerd kerkgebouw in neogotische stijl, met gebruik van witte Gobertangesteen en steen uit Savonnières, en daarnaast ook ijzerzandsteen. Het is een eenbeukige kruiskerk met driezijdig afgesloten koor en voorgebouwde toren. deze heeft vier geledingen en een achtkante ingesnoerde naaldspits.
De kerk wordt omgeven door een kerkhof.

## Interieur
Het kerkmeubilair is neogotisch en stamt uit het einde van de 19e eeuw en vooral uit de 20e eeuw.